# Jens Bodemer
Jens Bodemer (* 20. Januar 1989) ist ein deutscher ehemaliger Fußballtorwart.

## Karriere
In der Jugend spielte Bodemer für den SV Hagenbach sowie in verschiedenen Juniorenmannschaften des Karlsruher SC. Im Sommer 2008 wurde Jens Bodemer in den Kader der in der Regionalliga Süd spielenden Zweiten Mannschaft des KSC berufen, in der er jedoch zu keinem Einsatz kam.
Im Sommer 2009 wechselte er zum Drittligaaufsteiger 1. FC Heidenheim 1846. Nachdem sich Ende 2009 Stammtorhüter Erol Sabanov den Daumen gebrochen und sich sein Ersatzmann Denis Baum an der Hand verletzt hatte, kam Jens Bodemer zu seinem ersten Drittligaspiel. Sein Profidebüt gab er am 21. November 2009 beim 3:1-Sieg des FCH gegen den FC Carl Zeiss Jena. Auch in den vier folgenden Spielen stand er im Tor. Nach der Winterpause war Sabanov wieder einsatzbereit und kehrte ins Tor zurück.
Zum Ende der Saison 2009/2010 verließ Jens Bodemer den 1. FC Heidenheim aus beruflichen Gründen und schloss sich dem Südwest-Landesligisten SV Viktoria Herxheim an. Dort war er auch als Trainer tätig, legte das Amt jedoch im September 2015 nieder. Zur Saison 2016/17 wechselte Bodemer als Torwart und Trainer zum SV Burbach in die neuntklassige Kreisklasse A2 Karlsruhe, dem im gleichen Jahr der Aufstieg in die Kreisliga Karlsruhe gelang. Nach einem Jahr Pause schloss er sich Bezirksligist TSV Fortuna Billigheim-Ingenheim als Trainer an, bevor er nach Herxheim zurückkehrte, wo ihm 2023 der Aufstieg in die Fußball-Verbandsliga Südwest gelang.